# 盧蒲癸
卢蒲癸（?—?），中国春秋时期名臣。

## 生平
卢蒲癸本来是齊後莊公的属下，前548年，齊後莊公與崔杼的妻子东郭姜通姦，被崔杼聯合庆封所杀，卢蒲癸逃到晋国。
卢蒲癸的弟弟卢蒲嫳假意投靠庆封，挑拨崔庆兩家的关系，前546年，庆封灭崔氏。卢蒲嫳将卢蒲癸推荐回国，卢蒲癸得到庆封儿子庆舍的赏识，庆舍将女儿卢蒲姜嫁给卢蒲癸。庆舍的家臣问卢蒲癸：“婚嫁往往都要避开同宗，禁忌同姓之间通婚，可是您为什么不在意这些？”卢蒲癸说：“既然连同宗都不避讳我，我又有什么好避讳的？这就好比作诗，有时候会断章取义，我现在只要做好该做的事，同不同宗没有心思管那么多。”
卢蒲癸和王何两人，要为齐後莊公报仇，欲杀庆舍。卢蒲癸挑拨庆氏与高栾二家的关系。前545年秋，在太庙祭祀姜太公的时候，卢蒲癸和子雅（栾竃）、子尾（高虿）杀死了庆舍，庆封逃到了鲁国。

## 祭祀
根據臺灣臺南市石精臼開基共善堂沿革記載，卢蒲癸為該廟之邢府大千歲，與同為齊後莊公臣下的邢蒯曠、州綽、殖綽、王何、郭最、賈舉並列該廟之七位邢府千歲，正式稱號為無量救世忠義聖佛保護大帝邢天王爺。